# Новский сельский округ (Московская область)
Новский сельский округ — упразднённая административно-территориальная единица, существовавшая на территории Балашихинского района Московской области в 1994—2003 годах.
Ново-Деревенский сельсовет был образован в первые годы советской власти. По данным 1919 года он входил в состав Васильевской волости Богородского уезда Московской губернии.
В 1923 году Ново-Деревенский с/с был переименован в Новский сельсовет.
По данным 1926 года в состав сельсовета входил 1 населённый пункт — деревня Новая.
В 1929 году Новский с/с был отнесён к Реутовскому району Московского округа Московской области. При этом к нему были присоединены Русавкино-Поповщинский и Русавкино-Романовский с/с.
19 мая 1941 года Реутовский район был переименован в Балашихинский.
14 июня 1954 года к Новскому с/с был присоединён Леоновский с/с.
Решением исполкома Моссовета и Мособлисполкома от 28 июля 1960 года и Указом Президиума Верховного Совета от 18 августа 1960 года Новский с/с был упразднён. При этом часть его территории вошла в черту города Москвы, а часть (селения Безменково и Новая) — в Черновский с/с.
2 февраля 1982 года Новский с/с был восстановлен путём выделения из Черновского с/с, но в подчинении Балашихинскому городскому совету народных депутатов и его исполнительному комитету. В его состав вошли селения Безменково и Новая.
3 февраля 1994 года Новский с/с был преобразован в Новский сельский округ.
10 июня 2003 года Новский с/о был упразднён. При этом оба его населённых пункта — деревни Безменково и Новая — были включены в черту города Балашиха.